# Parco Juan Carlos I
Il parco Juan Carlos I è un parco pubblico spagnolo situato a nord-est di Madrid, nel quartiere di Corralejos (distretto di Barajas).
Si estende su una superficie di 160 ettari, diventando così il secondo parco più grande della capitale spagnola, davanti al Parco del Retiro (118 ettari) e secondo solo al parco Casa de Campo (anche se è piuttosto un parco campestre, per la maggior parte senza urbanizzazione).
Ha un lago, un auditorium all'aperto e numerose sculture astratte.
È stato inaugurato al pubblico nel 7 maggio 1992 in occasione della celebrazione della Capitale europea della cultura avvenuta nello stesso anno a Madrid.
È gestito dal dipartimento dell'ambiente del governo della città di Madrid.
Per lo svago dei bambini ha dei divertenti zampilli d'acqua ed un treno gratuito che fa un giro molto interessante del parco.
Il festival musicale spagnolo MetroRock è regolarmente tenuto al parco Juan Carlos I.

## Posizione
È situato nella zona del vecchio e pittoresco giardino Olivar de la Hinojosa (del XVIII secolo), che ha mantenuto una buona quantità di ulivi. Alla fine degli anni '80 e dopo la trasformazione della zona, è stato creato il complesso del Campo de las Naciones, con il Palazzo Comunale dei Congressi IFEMA ed un'area di uffici e alberghi. Il parco fu costruito nella parte orientale del complesso.
Il parco è delimitato dall'autostrada M-40 a sud, dalla strada di Dublino ad ovest, dalle installazioni del club di golf Olivar de la Hinojosa a nord ed infine dal viale di Logroño ad est. Quest'ultimo viale lo separa dal parco di Alameda de Osuna, popolarmente conosciuto come parco "El Capricho".
Il parco è raggiungibile con la metropolitana: la stazione Feria de Madrid della linea numero 8 (colore rosa) si trova vicino all'ingresso principale. Quattro altre entrate forniscono l'accesso al parco da altri punti.

## Sculture
Nel parco sono distribuite ben 19 sculture astratte di artisti provenienti da diversi paesi. Undici di queste sculture sono state fatte da scultori di fama internazionale che hanno anche partecipato al Simposio Internazionale di Scultura di Esterni, tenutosi all'interno del parco, nell'anno 1992. In seguito sono state poste le sculture rimanenti. Il percorso per visitare le sculture è chiamato "Sentiero delle Sculture".
- Dita (Mario Irarrázaval, Cile, 1994)
- Incontri (Mustafá Arruf, Spagna, 1998)
- Eolos (Paul van Hoeydonck, Belgio, 1992)
- Spazio Messico (Andrés Casillas y Margarita García Cornejo, Messico, 1992)
- Fisicromía per Madrid (Carlos Cruz Díez, Venezuela, 1992)
- Omaggio a Agustín Rodríguez Sahagún (Toshimitsu Imai, Giappone, 1992)
- Omaggio a Galileo Galilei (Amadeo Gabino, Spagna, 1992)
- Omaggio alle vittime dell'Olocausto (Samuel Nahon Bengio, Israele, 2007)
- Le canzoni del crocevia (Leopoldo Maler, Argentina, 1992)
- Manolona Opus 397 (Miguel Berrocal, Spagna, 1992)
- Monumento a Don Giovanni (Víctor Ochoa, Spagna, 1994)
- Monumento alla pace (Yolanda D'Augsburg, Brasile, 1992)
- Il mio buco in cielo/Madrid (Bukichi Inoue, Giappone, 1992)
- Passaggio azzurro (Alexandru Arghira, Romania, 1992)
- A piedi tra due alberi (Jorge Castillo, Spagna, 1995)
- Senza titolo (Dani Karavan, Israele, 1992)
- Senza titolo (José Miguel Utande, Spagna, 1992)
- Viaggio interiore (Michael Warren, Irlanda, 1992)
- Trave (Jorge du Bon, Messico, 1992)